# R. Douglas Fields
R. Douglas Fields, Doug Fields – amerykański neurolog, profesor neurobiologii i nauk kognitywnych na Uniwersytecie Marylandu w College Park, kierownik Nervous System Development and Plasticity Section NICHD w Narodowych Instytutach Zdrowia, badacz molekularnych mechanizmów rozwoju człowieka i funkcji systemu nerwowego, m.in. mechanizmów uczenia się i pamięci, w tym oddziaływań między neuronami i glejem, założyciel i naczelny redaktor czasopisma Neuron Glia Biology, autor popularnej książki The Other Brain: From Dementia to Schizophrenia, How New Discoveries about the Brain Are Revolutionizing Medicine and Science (2009), wydanej w Polsce jako Drugi mózg. Rewolucja w nauce i medycynie (2011).

## Życiorys
Stopień B.A. uzyskał w 1975 na Uniwersytecie Kalifornijskim w Berkeley, a M.A. na Uniwersytecie Stanowym w San Jose w 1979. Pracę doktorską wykonywał na Uniwersytecie Kalifornijskim w San Diego, pracując równocześnie w Medical School (Neuroscience Department) i Instytucie Oceanografii Scrippsów (Neuroscience Group). Po doktoracie (1985) kontynuował badania na Uniwersytecie Stanforda, Uniwersytecie Yale i w Narodowych Instytutach Zdrowia. W 1994 otrzymał stanowisko kierownika Neurocytology and Physiology Unit NIH, a w 2001 kierownika Nervous System Development and Plasticity Section w National Institute of Child Health and Human Development (NICHD). Na Uniwersytecie Marylandu w College Park uczestniczył w Neuroscience and Cognitive Science Program jako Adjunct Professor. Jest zatrudniony jako Senior Investigator NIH i jako kierownik Fields Lab i Principal Investigator w  Nervous System Development and Plasticity Section.
R. Douglas Fields jest założycielem i naczelnym redaktorem czasopisma Neuron Glia Biology oraz konsultantem w redakcjach innych czasopism naukowych, m.in. Scientific American, Mind, Odyssey. Swoją tematykę badawczą upowszechnia publikując artykuły i książki popularnonaukowe (w tym głośna The Other Brain) oraz uczestnicząc w programach radiowych i telewizyjnych (np. programach TEDx Hendrix College). Pisze teksty do Outside Magazine, The Washington Post oraz dostępnych on-line The Huffington Post, Psychology Today i Scientific American.
Interesuje się muzyką, wspinaczką i nurkowaniem.

## Tematyka badań
R. Douglas Fields specjalizuje się w dyscyplinie naukowej, która powstała w latach 90. XX wieku, gdy stwierdzono, że w analizie informacji o bodźcach, docierających do centralnego układu nerwowego, biorą udział nie tylko komórki substancji szarej, lecz również (w znacznym stopniu) otaczająca je substancja biała – komórki glejowe.
Substancja szara (15% masy mózgu) jest złożoną siecią dendrytów i neurytów (aksonów) – wypustek neuronów. Uważano, że przekazywanie sygnałów w tej sieci polega na przemieszczaniu się potencjału czynnościowego (iglicowego) – lokalnej elektrycznej depolaryzacji błony komórkowej – między synapsami, łączącymi poszczególne fragmenty drogi iglicy potencjału. Znaczenie komórek substancji białej (85% masy mózgu) uważano wcześniej za pomocnicze w stosunku do neuronów (np. ich „odżywianie”, synteza enzymów czynnych w procesach wytwarzania neuroprzekaźników synaptycznych, elektryczne izolowanie neurytów przez osłonki mielinowe, „sprzątanie” otoczenia neurytów i synaps). Rozwój technik badawczych, który nastąpił w drugiej połowie XX wieku, umożliwił wykazanie, że różnorodne komórki glejowe (zob. m.in. astrocyty, oligodendrocyty, wyściółka, komórki satelitarne, komórki Schwanna) odgrywają znacznie bardziej istotną rolę w przekazywaniu i gromadzeniu informacji. Powstały hipotezy, że rola istoty białej w kształtowaniu inteligencji jest większa od roli istoty szarej (zob. np. mózg Alberta Einsteina – badania Marian C. Diamond i in.). Przedmiotem intensywnych badań w wielu ośrodkach naukowych stały się mechanizmy przekazywania informacji z pominięciem neuronów (mechanizm  „nieelektryczny”), odczytywania i zapamiętywania elektrycznej aktywności neuronów lub regulowania aktywności synaps przez glej. Oczekuje się, że postęp w tej dziedzinie ułatwi leczenie części chorób psychicznych i neurologicznych, pozwoli znaleźć skuteczne metody kuracji po urazach mózgu, np. powodujących paraliż.
R. Douglas Fields jest uznawany za autorytet w tej dyscyplinie naukowej.

## Publikacje naukowe
Jest autorem ponad 150 publikacji naukowych. Na stronie internetowej Fields Lab (NIH) wymieniono prace (autorstwo i współautorstwo):

- 2001 – Imaging nervous system activity,
- 2002 – Adenosine: a neuron-glial transmitter promoting myelination in the CNS in response to action potentials,
- 2002 – New insights into neuron-glia communication,
- 2002 – Regulation of the cell cycle in normal and pathological glia,
- 2002 – Somatic action potentials are sufficient for late-phase LTP-related cell signaling,
- 2003 – Patterned electrical activity modulates sodium channel expression in sensory neurons,
- 2004 – Adenosine: an activity-dependent axonal signal regulating MAP kinase and proliferation in developing Schwann cells,
- 2004 – Extracellular calcium depletion in synaptic transmission,
- 2004 – The other half of the brain,
- 2004 – Transcriptional profiling in an MPNST-derived cell line and normal human Schwann cells,
- 2004 – Volume transmission in activity-dependent regulation of myelinating glia,
- 2005 – Gene expression in the conversion of early-phase to late-phase long-term potentiation,
- 2005 – Making memories stick,
- 2005 – Myelination: an overlooked mechanism of synaptic plasticity?,
- 2005 – Neuroscience. The neuron doctrine, redux,
- 2005 – Temporal integration of intracellular Ca2+ signaling networks in regulating gene expression by action potentials,
- 2006 – Astrocytes promote myelination in response to electrical impulses,
- 2006 – CaMKII inactivation by extracellular Ca2+ depletion in dorsal root ganglion neurons,
- 2006 – Immune system evasion by peripheral nerve sheath tumor,
- 2006 – Nerve impulses regulate myelination through purinergic signalling,
- 2006 – Purinergic signalling in neuron-glia interactions,
- 2007 – Extracellular ATP in activity-dependent remodeling of the neuromuscular junction,
- 2008 – Activity-dependent neuron-glial signaling by ATP and leukemia-inhibitory factor promotes hippocampal glial cell development,
- 2008 – Oligodendrocytes changing the rules: action potentials in glia and oligodendrocytes controlling action potentials,
- 2008 – White matter in learning, cognition and psychiatric disorders,
- 2008 – White matter matters,
- 2009 – Leukemia inhibitory factor regulates the timing of oligodendrocyte development and myelination in the postnatal optic nerve,
- 2009 – New culprits in chronic pain,
- 2009 – Regulation of myelin genes implicated in psychiatric disorders by functional activity in axons,
- 2010 – Central role of glia in disease research,
- 2010 – Cortical white matter: beyond the pale remarks, main conclusions and discussion,
- 2010 – Neuroscience. Change in the brain's white matter,
- 2010 – Nonsynaptic communication through ATP release from volume-activated anion channels in axons,
- 2010 – Visualizing calcium signaling in astrocytes,
- 2011 – Control of local protein synthesis and initial events in myelination by action potentials,
- 2011 – Imaging learning: the search for a memory trace. Neuroscientist,
- 2011 – Imaging single photons and intrinsic optical signals for studies of vesicular and non-vesicular ATP release from axons,
- 2011 – Metallothionein promotes regenerative axonal sprouting of dorsal root ganglion neurons after physical axotomy,
- 2011 – MicroRNA regulation of homeostatic synaptic plasticity,
- 2011 – Nonsynaptic and nonvesicular ATP release from neurons and relevance to neuron-glia signaling,
- 2011 – Phenotypic changes, signaling pathway, and functional correlates of GPR17-expressing neural precursor cells during oligodendrocyte differentiation,
- 2012 – Gap junction communication in myelinating glia,
- 2012 – Signaling by neuronal swelling,
- 2012 – Plasticity in gray and white: neuroimaging changes in brain structure during learning[10],
- 2014 – Glial Biology in Learning and Cognition[11],
- 2015 – Nonsynaptic junctions on myelinating glia promote preferential myelination of electrically active axons[12]
- 2016 – Why We Snap: Understanding the Rage Circuit in Your Brain[13]
- 2017 – Gene networks activated by specific patterns of action potentials in dorsal root ganglia neurons[14]

Artykuł New Insights into Neuron-Glia Communication (Science 2002), opracowany wspólnie z Beth Stevens-Graham, był do roku 2013 cytowany przez innych autorów 675 razy.

## Drugi mózg. Rewolucja w nauce i medycynie
W pierwszym rozdziale popularnonaukowej książki The Other Brain: From Dementia to Schizophrenia, How New Discoveries about the Brain Are Revolutionizing Medicine and Science (Simon and Schuster 2009), wydanej w Polsce jako Drugi mózg. Rewolucja w nauce i medycynie (Prószyński Media, 2011) R. Douglas Field wspomina m.in. chwilę, gdy – wraz z Beth Stevens – po raz pierwszy doświadczalnie potwierdził w laboratorium, że komórki Schwanna komunikują się z neuronami:

Poprosiłem Beth Stevens, […] aby do hodowli neuronów DRG dodała komórki glejowe. Typ komórek, które dodaliśmy, nosi nazwę komórek Schwanna. […] Neurony RDG oraz komórki Schwanna były ciemnoniebieskie, co oznaczało niewielką zawartość wapnia w ich wnętrzu. W chwili, gdy przekręciłem przełącznik, aby pobudzić neurony, zmieniły one stopniowo barwę z niebieskiej na zieloną, a później na czerwoną i na białą, co wskazywało na napływ wapnia do ich cytoplazmy. Komórki Schwanna niemające zdolności wytwarzania impulsu ani wykrywania słabego wstrząsu elektrycznego, który powoduje wyładowania w neuronach, pozostały niebieskie. Następnie po piętnastu długich sekundach rozczarowania Beth i ja zauważyliśmy z zachwytem, że komórki Schwanna zapalają się nagle, jak świąteczna choinka. […] Komórki glejowe, uważane przez lata za niewiele więcej niż bąbelkowa folia, w którą opakowano mózg, były wtajemniczone w informacje przekazywane między neuronami. […] W jaki sposób […]? A co ważniejsze, dlaczego?

Autor Drugiego mózgu opisuje nie tylko własne przeżycia, związane z badaniami wykonywanymi wraz ze współpracownikami. Książka jest historią wszystkich kolejnych etapów rozwoju dyscypliny, od odkrycia komórek glejowych po najnowsze osiągnięcia współczesnych neurobiologów. Zawiera obszerny wykaz bogatych specjalistycznych źródeł (dla każdego z rozdziałów) oraz słowniczek podstawowych pojęć.
Spis treści
Część I – Odkrywamy drugi mózg
Rozdział 1. Bąbelkowa folia czy błyszczący klej?
Rozdział 2. Spojrzenie w głąb mózgu: budowa komórkowa mózgu
Rozdział 3. Transmisja z drugiego mózgu: komórki glejowe znają i kontrolują twój umysł
Część II – Komórki glejowe w zdrowiu i chorobie
Rozdział 4. Guz mózgu: prawie nic wspólnego z neuronami
Rozdział 5. Urazy mózgu i rdzenia kręgowego
Rozdział 6. Neuroinfekcje
Rozdział 7. Zdrowie psychiczne: komórki glejowe, cisi współwinni chorób psychicznych
Rozdział 8. Choroby neurodegeneracyjne
Rozdział 9. Komórki glejowe i ból: błogosławieństwo i przekleństwo
Rozdział 10. Komórki glejowe i uzależnienie
Rozdział 11. Matka i dziecko
Rozdział 12. Starzenie się: komórki glejowe wściekle walczą z gasnącym światłem
Część III – Komórki glejowe w myślach i pamięci
Rozdział 13. Umysł drugiego mózgu: komórki glejowe kontrolują umysł świadomy i nieświadomy
Rozdział 14. Pamięć i moc mózgu ponad neuronami
Rozdział 15. Myślenie ponad synapsami
Rozdział 16. Ku przyszłości: nowy mózg

## Życie osobiste
R. Douglas Fields jest synem Marjorie i Richarda. Ojciec, inżynier elektryk, przekazał mu zainteresowanie nauką, a matka – literaturą. Ma brata Kyle'a i siostrę Peggy. Z żoną, Melanie, ma dwie córki, Morgan i Kelly, oraz syna Dylana.